# Zuikei Shūhō
Zuikei Shuhō (瑞渓周鳳) (2 de janeiro de 1392 - 3 de junho de 1473) é um estudioso japonês. Instruído em budismo de acordo com as concepções da escola Rinzai, ele é o autor de Zenrin Kokuhōki em três volumes que traçam a natureza das trocas internacionais entre o Japão, China e Coreia, ao reproduzir vários documentos diplomáticos.